# Вилладоссола
Вилладоссола (итал. Villadossola) — коммуна в Италии, располагается в регионе Пьемонт, в провинции Вербано-Кузьо-Оссола.
Население составляет 6921 человек (2008 г.), плотность населения составляет 384 чел./км². Занимает площадь 18 км². Почтовый индекс — 28844. Телефонный код — 0324.
Покровителем коммуны почитается святой Варфоломей, празднование 24 августа.

## Демография
Динамика населения:

## Города-побратимы
- Меркато-Сарачено, Италия (2010)

## Администрация коммуны
- Официальный сайт: http://www.comune.villadossola.vb.it